# キンブンド人
キンブンド人（Mbundu, 乃至Ambundu, ポルトガル語:Kimbundu, 乃至Quimbundo）は、アンゴラ北西部のクワンザ川北部に居住する人々である。キンブンド人はキンブンド語と国家の公用語であるポルトガル語を話す。最新の統計では240万人の人口であり、国内で二番目に大きな民族集団となっている。現在キンブンド人はアンゴラの首都ルアンダを取り囲む地域に暮らしている。また、ベンゴ州、クアンザ・ノルテ州、クアンザ・スル州、マランジェ州では最多数である。キンブンド王国の国王はンゴラと称され、アンゴラの国名の由来となっている。

## 植民地化以前の歴史
キンブンド人はバントゥー系民族の一つである。彼等は初期中世にアンゴラ地域に到来したが、移民の最大の波は13世紀から16世紀の間に起きた。キンブンド語は西バントゥー語であり、キンブンド人は東からよりもむしろ北から到達したと考えられている。バントゥー人は農業をもたらした。彼等は定住村落を築き、（当時の）先住民だったピグミーやコイサン人と交易した。
14世紀までキンブンド人の社会は地域共同体によって構成されていた。彼等の社会は常に母系制だった。土地は母系相続され、相続体系も母系的だった。少年は村の母系制の核を保つために母方の叔父の村で暮らした。理論的には、家系は個人ではなく地位によって計画され、システムに一定の流動性を与えていた。この特徴は隣人だった南のオヴィンブンド人や北のコンゴ人には見られなかった。

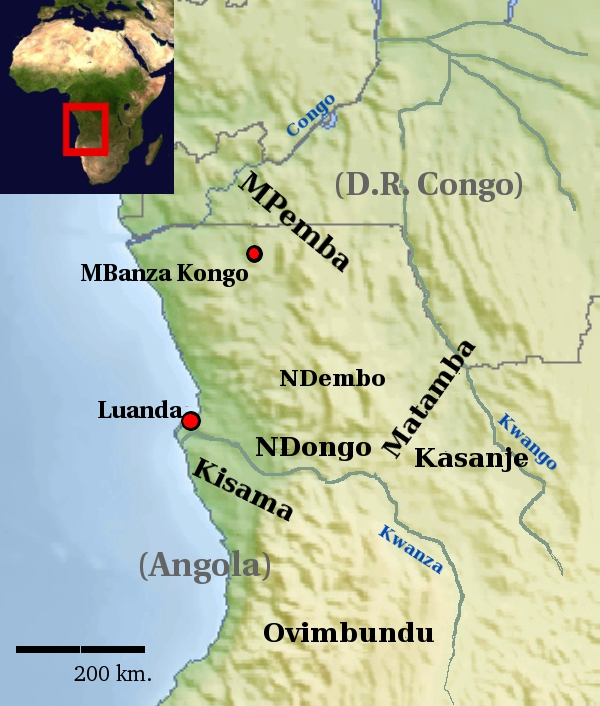
ムブンドゥ人の優勢な州

ムブンドゥの名は、彼ら自身がそれを採用する以前にはコンゴ人によって初めて用いられた。コンゴ王国の最初の王は1370年からキンブンド人の領域の一部を征服し、ンペンバ州とした。彼は首都ンバンザ・コンゴをその地に建設した。後のキンブンド人のマタンバ王国はコンゴの封臣となった。1500年頃、コンゴ王国は、クワンザ川付近のンドンゴとキサマにも領有権を主張した。
コンゴ王国は1482年からポルトガルと接触しており、この国の商業を独占していた。ンドンゴ王国の指導者─ンゴラ─はこの独占を打破しようとしたため戦争が勃発し、コンゴ人は1556年に敗れた。ンドンゴ王国はもはや独立し、ポルトガルの植民地主義に直面することとなった。ンドンゴ王国はポルトガルに対抗するために1590年にマタンバ王国と同盟したが、1614年に敗れた。もはやンドンゴ王国は奴隷貿易の対象となり、人口の大部分が隣国へと逃げ出した。
ンジンガ・ンバンディは逝去したンドンゴ王国の「ンゴラ」の妹だった。ンゴラの統治を通して、彼女はポルトガルと和平協定を結んだ。協定は実質的な貿易と信仰の優位をポルトガルに認めたが、ンジンガをンドンゴ王国の王位に就けることにもなった。5年後、彼女はマタンバに向かうポルトガル兵の前から逃げ出さなければならなかった。彼女は伝統的に女性に率いられていたマタンバ王国の女王となり、マタンバを地域で最強の国家に仕立て、同時に奴隷の大輸出者とした。マタンバ王国と隣国のカサンヘ王国は奴隷貿易を独占し、19世紀にこの貿易が重要性を失ったところで凋落した。新たな交易品は象牙、ゴム、ろうであり、古い独占を避け、19世紀の同国中央部の権威あるキンブンド人国家の権力を減退させた。
ポルトガル人は1836年にマタンバ王国を破り、同国中央部のカサンジェに前進した。しかしながら、彼等の実質的な影響力は人、金銭、有能な軍隊の欠如によってかなりのところ制限されていた。キンブンド人には反乱もしくは交渉の自由が機会として存在した。これは19世紀末に終焉した。ヨーロッパ諸国は経済的、戦略的、国民主義的思考からアフリカの領域を厳しく統制しようとした。利権を保護するために、ポルトガルは植民地であると考えられていた軍事遠征隊を派遣し、実質的な支配権を確立した。最後に敗れたキンブンドの部族はンデボだった。ポルトガルが1910年にンデボの反乱を鎮圧するのに3年を要したのである。1917年には彼等の領域は全て制圧され、ポルトガル領アンゴラの一部となった。

## ムブンドゥ系米国人
アメリカ合衆国の俳優クリス・タッカーは公共放送サービスの特番African American Livesにて自らの血統上のDNAテストにて、キンブンド人に属することを示した。別のアメリカ合衆国の俳優、イザイア・ワシントンは血統上のDNAが父親を通してキンブンド人の部族に結びついている。

## 脚註
1. ↑  Encyclopedia Britannica Online: Mbundu People
2. ↑  Unesco/M. El Fasi  General History of Africa, Vol. III
3. ↑  Collelo, ed. Angola, 1991 summary of literature, sponsored by U.S. Dept of the Army